# Tom Felton
Thomas Andrew „Tom“ Felton (* 22. září 1987 Londýn) je anglický herec a zpěvák. K jeho nejvýznamnějším rolím patří postava Draca Malfoye ve filmové sérii Harry Potter.

## Život a kariéra
Již ve svých osmi letech začal účinkovat v reklamách, v deseti letech začal hrát ve filmech. V roce 1997 hrál ve snímku Pidilidi, o dva roky později ve filmu Anna a král. Hrál také v několika britských seriálech: Bugs či Vyšetřování naslepo. Velký úspěch mu přinesla až role Draca Malfoye v sérií filmů o Harrym Potterovi.
Má tři starší bratry: Jonathana, Chrise a Ashleyho.

## Filmografie
| Rok  | Film/seriál                            | Role               | Poznámky       |
| ---- | -------------------------------------- | ------------------ | -------------- |
| 1997 | Pidilidi                               | Peagreen Clock     |                |
| 1998 | Štěnice                                | James              | 1 epizoda      |
| 1999 | Vyšetřování naslepo                    | Thomas             |                |
| 1999 | Anna a král                            | Louis Leonowens    |                |
| 2000 | Vyšetřování naslepo II - Schovávaná    | Thomas Ingham      |                |
| 2001 | Harry Potter a Kámen mudrců            | Draco Malfoy       |                |
| 2002 | Harry Potter a Tajemná komnata         | Draco Malfoy       |                |
| 2004 | Harry Potter a vězeň z Azkabanu        | Draco Malfoy       |                |
| 2005 | Harry Potter a Ohnivý pohár            | Draco Malfoy       |                |
| 2005 | Home Farm Twins                        | Adam Baker         |                |
| 2007 | Harry Potter a Fénixův řád             | Draco Malfoy       |                |
| 2008 | Zmizelý                                | Simon Pryor        |                |
| 2009 | Harry Potter a Princ dvojí krve        | Draco Malfoy       |                |
| 2010 | 13Hrs                                  | Gary               |                |
| 2010 | Dostaň ho tam                          |                    |                |
| 2010 | Harry Potter a Relikvie smrti – část 1 | Draco Malfoy       |                |
| 2011 | Harry Potter a Relikvie smrti – část 2 | Draco Malfoy       |                |
| 2011 | Zrození planety opic                   | Dodge Landon       |                |
| 2012 | Labyrinth                              | Viscount Trencavel | 2 epizody      |
| 2012 | Zjevení                                | Patrick            |                |
| 2013 | Z ulice na Green                       | Edward             |                |
| 2013 | Belle                                  | James Ashford      |                |
| 2013 | Therese                                | Camille Raquin     | v postprodukci |
| 2013 | Ghosts of the Pacific                  | Tony Pastula       |                |
| 2013 | Grace and Danger                       | Carnaby            | v preprodukci  |
| 2014 | Murder in the First                    | Erich Blunt        |                |
| 2014 | Against the Sun                        | Tony Pastula       |                |
| 2016 | Ve jménu Krista                        | Lucius             |                |
| 2016 | Spojené království                     | Rufus Lancaster    |                |
| 2016 | The Flash                              | Julian Albert      |                |
| 2016 | Kingova pomsta                         | Frankie            |                |
| 2017 | Stratton                               | Cummings           |                |
| 2017 | Pouto                                  | Matt               |                |
| 2017 | Megan Leavey                           | Andrew Dean        |                |
| 2018 | Ophelia                                | Laertes            |                |
| 2018 | Origin                                 | Logan              |                |